# Uncharted 3: Drake's Deception (Original Video Game Soundtrack)
Uncharted 3: Drake's Deception (Original Video Game Soundtrack) is een studioalbum gecomponeerd door Greg Edmonson voor het computerspel Uncharted 3: Drake's Deception.

## Nummers
| Nr.     | Titel                      | Duur  |
| ------- | -------------------------- | ----- |
| 1.      | ''Nate's Theme 3.0''       | 1:48  |
| 2.      | ''Atlantis Of The Sands''  | 2:33  |
| 3.      | ''The Setup''              | 2:29  |
| 4.      | ''Small Beginnings''       | 2:16  |
| 5.      | ''Bazaar Brawl''           | 2:49  |
| 6.      | ''The Settlement''         | 2:59  |
| 7.      | ''Badlands''               | 2:44  |
| 8.      | ''As Above, So Below''     | 2:05  |
| 9.      | ''Iram Of The Pillars''    | 2:58  |
| 10.     | ''Arachnophobia''          | 2:05  |
| 11.     | ''The London Underground'' | 2:25  |
| 12.     | ''Mind Games''             | 2:53  |
| 13.     | ''Sink Or Swim''           | 3:06  |
| 14.     | ''The Empty Quarter''      | 2:24  |
| 15.     | ''Boarding Party''         | 3:04  |
| 16.     | ''Second-Story Work''      | 2:06  |
| 17.     | ''Maritime Malfeasance''   | 2:35  |
| 18.     | ''Drake's Return''         | 3:43  |
| 19.     | ''Shootout''               | 2:37  |
| 20.     | ''Oh No Chateau''          | 2:46  |
| 21.     | ''Science And Magic''      | 3:04  |
| 22.     | ''Museum Bust''            | 4:46  |
| 23.     | ''Searching For Sully''    | 3:18  |
| 24.     | ''The Caravan''            | 3:18  |
| 25.     | ''Pursuit''                | 2:54  |
| 26.     | ''Something Better''       | 2:33  |
| Totaal: | Totaal:                    | 72:28 |

| Nr.     | Titel                                               | Duur  |
| ------- | --------------------------------------------------- | ----- |
| 1.      | ''East End Boys''                                   | 3:50  |
| 2.      | ''Marlowe, I Presume?''                             | 2:23  |
| 3.      | ''Cruisin' For A Bruisin'''                         | 3:03  |
| 4.      | ''The Rub' Al Khali''                               | 2:05  |
| 5.      | ''The Streets Of Ubar''                             | 2:04  |
| 6.      | ''Reckless - Powerplay (Thorn Remix)''              | 2:28  |
| 7.      | ''Secret Order''                                    | 2:39  |
| 8.      | ''Marlowe's Revenge''                               | 1:58  |
| 9.      | ''Dreamer's Of The Day''                            | 3:50  |
| 10.     | ''Science And Magic - Powerplay (Buresh Remix)''    | 2:20  |
| 11.     | ''Ambushed''                                        | 2:26  |
| 12.     | ''Abducted''                                        | 2:15  |
| 13.     | ''Reckless''                                        | 3:00  |
| 14.     | ''A Plane To Catch''                                | 1:18  |
| 15.     | ''Nowhere To Run''                                  | 3:50  |
| 16.     | ''The Streets Of Yemen''                            | 3:04  |
| 17.     | ''Stowaway''                                        | 2:32  |
| 18.     | ''Iram Of The Pillars - Powerplay (Bricker Remix)'' | 3:06  |
| Totaal: | Totaal:                                             | 48:11 |